# جان استراک (ورزشکار)
جان استراک (انگلیسی: John Sturrock; ۲۰ مارس ۱۹۱۵ – ۲۰ ژوئیهٔ ۱۹۷۴) قایقران روئینگ اهل بریتانیا بود.